# (648) Pippa
(648) Pippa ist ein Asteroid des Hauptgürtels, der am 11. September 1907 vom deutschen Astronomen August Kopff in Heidelberg entdeckt wurde. 
Benannt wurde der Asteroid nach der Titelfigur aus Gerhart Hauptmanns Märchendrama Und Pippa tanzt!.